# Piscataway Park
Le Piscataway Park est une aire protégée américaine dans le comté du Prince George, au Maryland. Fondé le 4 octobre 1961, il est inscrit au Registre national des lieux historiques depuis le 15 octobre 1966. Il est administré par le National Park Service.